# Ка Симонути (Порденоне)
Ка Симонути је насеље у Италији у округу Порденоне, региону Фурланија-Јулијска крајина.
Према процени из 2011. у насељу је живело 19 становника. Насеље се налази на надморској висини од 282 м.